# Seaton, Cumbria
Seaton är en by och en civil parish i Cumbria i England. Orten har 4 861 invånare (2001).